# Montbéliardot
Montbéliardot ist eine französische Gemeinde mit 113 Einwohnern (Stand: 1. Januar 2022) im Département Doubs in der Region Bourgogne-Franche-Comté.

## Geographie
Montbéliardot liegt auf 812 m, 14 Kilometer nordnordöstlich von Morteau und etwa 15 Kilometer nordwestlich der Stadt La Chaux-de-Fonds (Luftlinie). Das Dorf erstreckt sich im Jura, an einem leicht nach Süden geneigten Hang im Westen des Hochplateaus von Maîche, östlich des Tals des Dessoubre. Das Gemeindegebiet gehört zum Regionalen Naturpark Doubs-Horloger.
Die Fläche des 3,80 km² großen Gemeindegebiets umfasst einen Abschnitt des französischen Juras. Der Hauptteil des Gebietes wird von der leicht gewellten Hochfläche eingenommen, die durchschnittlich auf 820 m liegt. Sie ist überwiegend mit Wies- und Weideland bestanden. Das Plateau besitzt keine oberirdischen Fließgewässer, weil das Niederschlagswasser im verkarsteten Untergrund versickert. Leicht eingesenkt in das Plateau ist eine Talmulde, die topographisch zum Einzugsgebiet des Baches Pissoux (ein Zufluss des Dessoubre) gehört. Westlich des Dorfes beginnt das von Kalkfelswänden gesäumte Erosionstal des Pissoux. Nach Norden erstreckt sich das Gemeindeareal bis auf den angrenzenden Kamm, der zu einem das Dessoubre-Tal flankierenden Höhenrücken ansteigt. Mit 941 m wird auf der bewaldeten Höhe Derrière la Fontaine die höchste Erhebung von Montbéliardot erreicht.
Nachbargemeinden von Montbéliardot sind Plaimbois-du-Miroir im Norden, Bonnétage im Osten, Le Luhier im Süden sowie Mont-de-Laval im Westen.

## Geschichte
Im Mittelalter gehörte Montbéliardot zur Herrschaft Vennes. Zusammen mit der Franche-Comté gelangte das Dorf mit dem Frieden von Nimwegen 1678 an Frankreich.
Zum 1. Januar 2009 erfolgte eine Änderung der Arrondissementszugehörigkeit der Gemeinde. Bislang zum Arrondissement Montbéliard gehörend, kamen alle Gemeinden des Kantons zum Arrondissement Pontarlier.

## Sehenswürdigkeiten

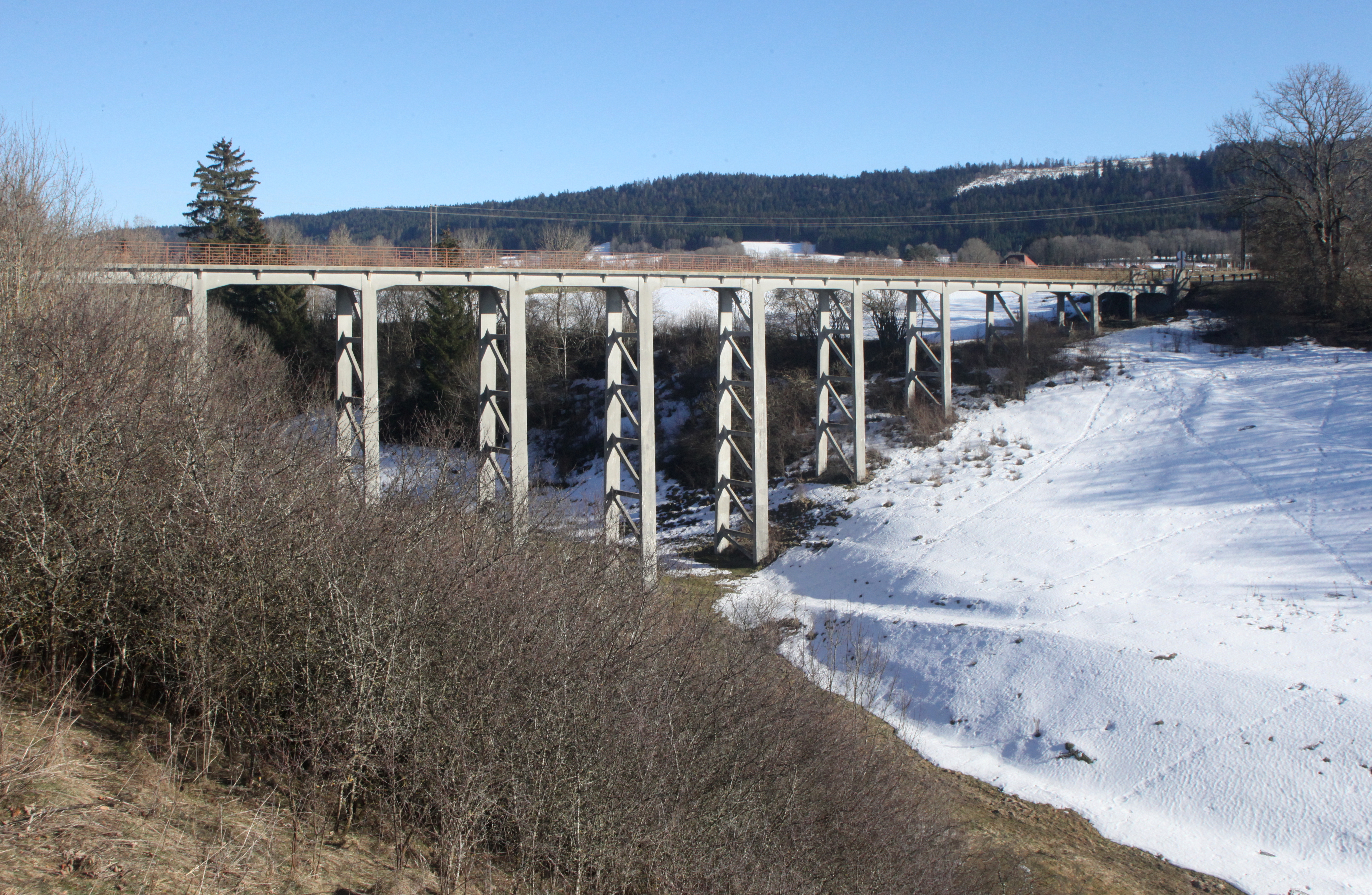
Brücke von Montbéliardot nach Le Luhier

Über das Trockental bei Montbéliardot führt seit 1932 eine 20 m hohe und 100 m lange Brücke, welche den Weg zur Nachbargemeinde Le Luhier (Kirch- und Schulort) erleichtert.

## Bevölkerung
| Jahr                       | 1962 | 1968 | 1975 | 1982 | 1990 | 1999 | 2016 |
| Einwohner                  | 75   | 81   | 62   | 46   | 55   | 72   | 114  |
| Quellen: Cassini und INSEE |      |      |      |      |      |      |      |

Mit 113 Einwohnern (Stand 1. Januar 2022) gehört Montbéliardot zu den kleinsten Gemeinden des Départements Doubs. Nachdem die Einwohnerzahl in der ersten Hälfte des 20. Jahrhunderts deutlich abgenommen hatte (1886 wurden noch 140 Personen gezählt), wurde seit Beginn der 1980er Jahre wieder ein leichtes Bevölkerungswachstum verzeichnet.

## Wirtschaft und Infrastruktur
Montbéliardot war bis weit ins 20. Jahrhundert hinein ein vorwiegend durch die Landwirtschaft (Viehzucht und Milchwirtschaft, etwas Ackerbau) geprägtes Dorf. Noch heute leben die Bewohner zur Hauptsache von der Tätigkeit im ersten Sektor. Außerhalb des primären Sektors gibt es nur wenige Arbeitsplätze im Dorf. Einige Erwerbstätige sind auch Wegpendler, die in den umliegenden größeren Ortschaften ihrer Arbeit nachgehen.
Die Ortschaft liegt abseits der größeren Durchgangsstraßen nahe einer Departementsstraße, die von Maîche nach Orchamps-Vennes führt. Weitere Straßenverbindungen bestehen mit Laval-le-Prieuré und Plaimbois-du-Miroir.